# The Dead Eye
The Dead Eye è il quinto album della band svedese The Haunted, pubblicato il 30 ottobre 2006.

## Tracce
1. The Premonition – 0:58
2. The Flood – 4:07
3. The Medication – 3:10
4. The Drowning – 4:13
5. The Reflection – 3:48
6. The Prosecution – 3:49
7. The Fallout – 4:22
8. The Medusa – 4:03
9. The Shifter – 2:55
10. The Cynic – 3:48
11. The Failure – 5:10
12. The Stain – 4:14
13. The Guilt Trip – 10:19

### Tracce Bonus
1. The Highwire (Edizione giapponese normale e limitata, e l'edizione limitata europea)
2. The Program (Edizione giapponese normale e limitata, e l'edizione limitata europea)
3. The Burden (solo l'edizione giapponese limitata)

Le edizioni per collezionisti americana, europea e giapponese, comprendono anche un DVD extra.
1. The Dead Eye - Making Of Documentary
2. All Against All - Promo Video Clip
3. No Compromise - Promo Video Clip
4. 99 - Live at Metal Mania Festival 2005
5. Abysmal - Live at Metal Mania Festival 2005

## Formazione
- Peter Dolving - voce
- Jonas Björler - basso
- Per Möller Jensen - batteria
- Frode Glesnes - chitarre